# Mleczaj wątrobowy

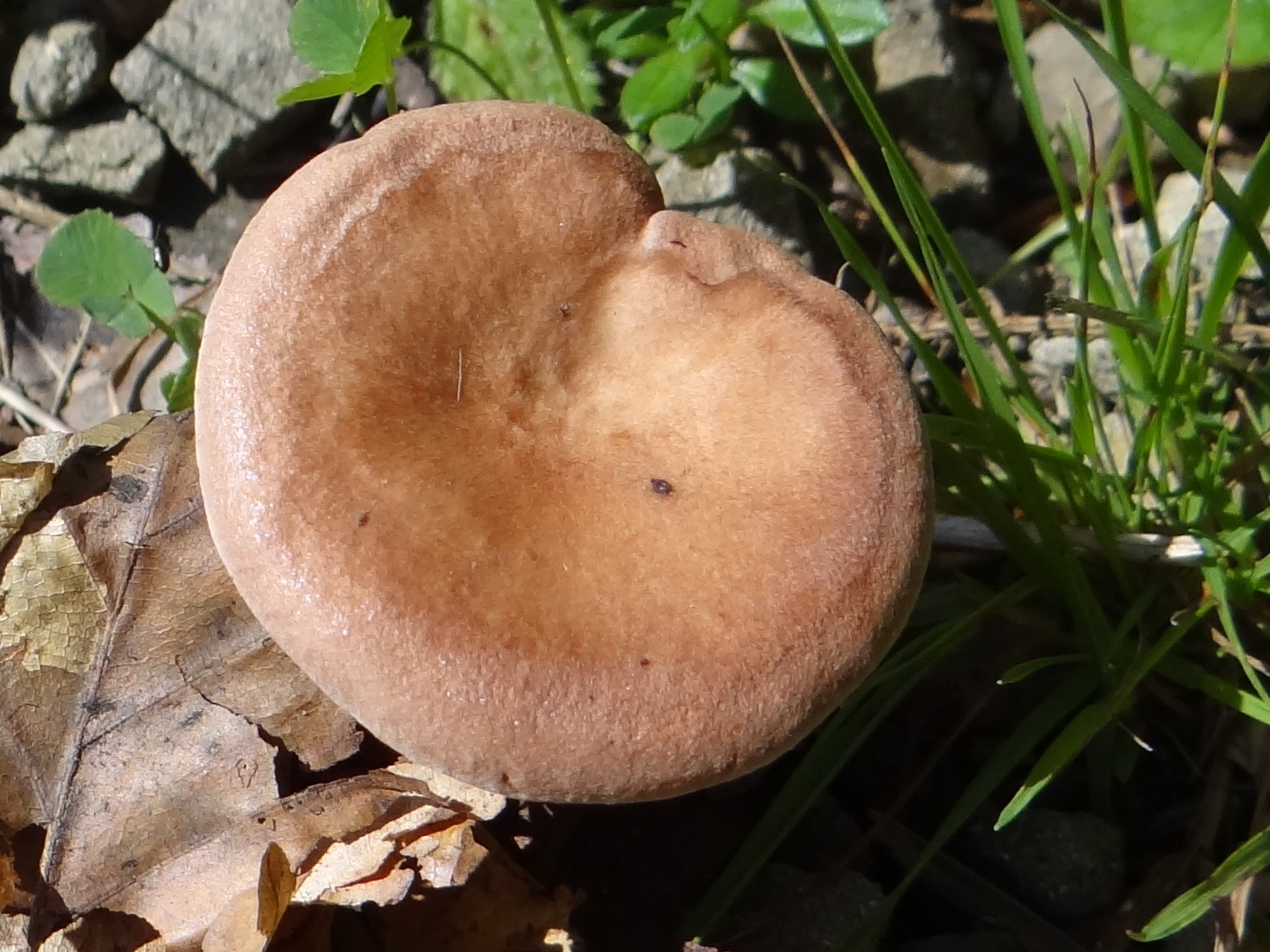

Mleczaj wątrobowy (Lactarius hepaticus Plowr.) – gatunek grzybów należący do rodziny gołąbkowatych (Russulaceae).

## Systematyka i nazewnictwo
Pozycja w klasyfikacji według Index Fungorum: Lactarius, Russulaceae, Russulales, Incertae sedis, Agaricomycetes, Agaricomycotina, Basidiomycota, Fungi.
Nazwę polską zaproponował Władysław Wojewoda w 2003 r., Alina Skirgiełło opisywała ten gatunek w 1988 r. pod nazwą mleczaj wątrobiasty.

## Morfologia
Kapelusz
Średnica 2–7 cm, początkowo wypukły, później rozpostarty i często z garbem na środku. Powierzchnia gładka, w stanie wilgotnym błyszcząca, na brzegu zazwyczaj nieco szorstka, pokryta drobnymi kosmkami. Barwa od wątrobowobrązowej do kasztanowej ze słabym oliwkowym odcieniem. Czasami występują okazy jaśniejsze, o barwie kawy z mlekiem.
Blaszki
Dość gęste, u młodych okazów cielistoochrowe, u starszych pomarańczoworude. Czasami rozwidlają się przy trzonie.
Trzon
Wysokość 3–7 cm, grubość 4–8 mm, walcowaty, kruchy, początkowo pełny, później pusty. W górnej części jest jasnoochrowy, w dolnej rudy, u podstawy podczas wilgotnej pogody purpurowoczarniawy.
Miąższ
Jasnoochrowy z nieco różowawym odcieniem, tylko przy podstawie trzonu ciemniejszy – winnoczerwony. Po uszkodzeniu zmienia barwę na żółto.
Mleczko
U młodych okazów wydziela się obficie, u starszych słabo. Jest białe lub wodnistobiałe. Nie zmienia barwy na powietrzu, ale na paznokciu żółknie. Mleczko ma ostry, gorzki smak.
Cechy mikroskopowe
Wysyp zarodników kremowożółty. Zarodniki owalne, brodawkowate, o rozmiarach 8-9 ×6–7 μm. Brodawki są stojące i połączone grzbietami tworzącymi niepełna siateczkę. Cystyd jest niewiele i występują zarówno na ostrzu blaszek, jak i na ich bokach. Mają kształt od wrzecionowatego do cylindrycznego, czasami są nieco rozdęte.
Gatunki podobne
Istnieje wiele podobnych gatunków mleczajów o brązowym odcieniu, m.in.:
- mleczaj kamforowy (Lactarius camphoratus). Odróżnia się charakterystycznym zapachem[4].
- mleczaj brązowy (Lactarius badiosanguineus). Ma bardziej czerwony kapelusz[3].
- mleczaj rudy (Lactarius rufus). Ma mleczko o żywicznym zapachu i ostrym smaku[4].

## Występowanie
Występuje w Ameryce Północnej, Europie, Azji, Australii i na Nowej Zelandii. Częstość występowania w Polsce nieznana, w Niemczech jest na liście gatunków zagrożonych.
Naziemny grzyb mykoryzowy. Rośnie w lasach iglastych i mieszanych, na ziemi, głównie pod sosnami. Owocniki wytwarza od sierpnia do października.

## Znaczenie
Grzyb mikoryzowy. Z powodu gorzkiego smaku jest niejadalny.